# (26195) Černohlávek
26195 Cernohlavek (1997 EN) – planetoida z grupy pasa głównego asteroid okrążająca Słońce w ciągu 3,31 lat w średniej odległości 2,22 j.a. Odkryta 1 marca 1997 roku.